# Tuija Hyyrynen
Tuija Hyyrynen, född 10 mars 1988, är en finländsk fotbollsspelare som spelar som försvarare för Juventus FC i italienska Serie A.
Hon har tidigare spelat för Puotinkylän Valtti, HJK, Florida State Seminoles, Pali Blues Soccer Club, Åland United, Umeå IK, samt Fortuna Hjørring.